# Katsia Thélémaque
Katsia Thélémaque, née le 28 février 1989, est une haltérophile seychelloise.

## Carrière
Katsia Thélémaque est médaillée d'argent aux Championnats d'Afrique 2010 ainsi qu'aux aux Championnats d'Afrique 2011 dans la catégorie des moins de 48 kg. Aux  Championnats d'Afrique 2018, elle remporte la médaille d'argent dans la catégorie des moins de 53 kg.